# Pierre-De Saurel
A Regionalidade Municipal do Condado de Pierre-De Saurel está situada na região de Montérégie na província canadense de Quebec. Com uma área de mais de novecentos quilómetros quadrados, tem, segundo dados de 2005, uma população de cerca de cinquenta mil pessoas sendo comandada pela cidade de Sorel-Tracy. A Regionalidade era anteriormente chamada de Bas-Richelieu, mas mudou seu nome para o atual em 1 de janeiro de 2009. Ela é composta por 12 municipalidades: 3 cidades, 3 municípios, 5 freguesias e 1 aldeia. 

## Municipalidades

### Cidades
- Saint-Joseph-de-Sorel
- Saint-Ours
- Sorel-Tracy

### Municípios
- Saint-Roch-de-Richelieu
- Sainte-Anne-de-Sorel
- Yamaska

### Freguesias
- Saint-Aimé
- Saint-David
- Saint-Gérard-Majella
- Saint-Robert
- Sainte-Victoire-de-Sorel

### Aldeia
- Massueville